# Aphroditiformia
Aphroditiformia, ou poliquetos escamosos, é uma subordem da ordem Phyllodocida da classe Polychaeta dentro de Annelida. Foi descrita originalmente por Levinsen em 1883  e depois foi definido com suas ordens, família e gênero chaves por Fauchald em 1977 . É um grupo irmão de Orbiniidae e possui sete famílias dentro de sua subordem.  
O grupo é referido como poliquetos escamosos devido a presença de escamas dorsais organizadas em duas fileiras imbricadas na superfície dorsal do corpo. Variam em tamanho de 0,5 a 25 centímetros. Possuem grande diversidade morfológica, incluindo as características do formato do corpo, prostômio (“cabeça”), antena, parapódios (apêndices) e élitro (escamas), as quais são utilizadas para a divisão desses organismos entre as famílias. São característicos do ambiente marinho e de comportamento bentônico, ocorrendo da zona entre-marés até águas profundas. Estão amplamente distribuídos pelo mundo, possuindo cerca de 900 espécies descritas sendo que poucas dessas foram encontradas no Brasil.
Alguns gêneros do grupo possuem grande importância econômica, como Aphroditidae. Além disso são importantes para a compreensão da origem e evolução dos Artrópodes e outros grupos relacionados.

## Etimologia
Aphrodita foi um dos primeiros nomes a ser usado para descrever espécies da classe Poliqueta. O nome tem origem na deusa grega do amor, da beleza e da sexualidade, Afrodite, e é usado porque, algumas de suas espécies, quando vistas ventralmente, lembram o formato da genitália feminina humana .

## Anatomia e Fisiologia

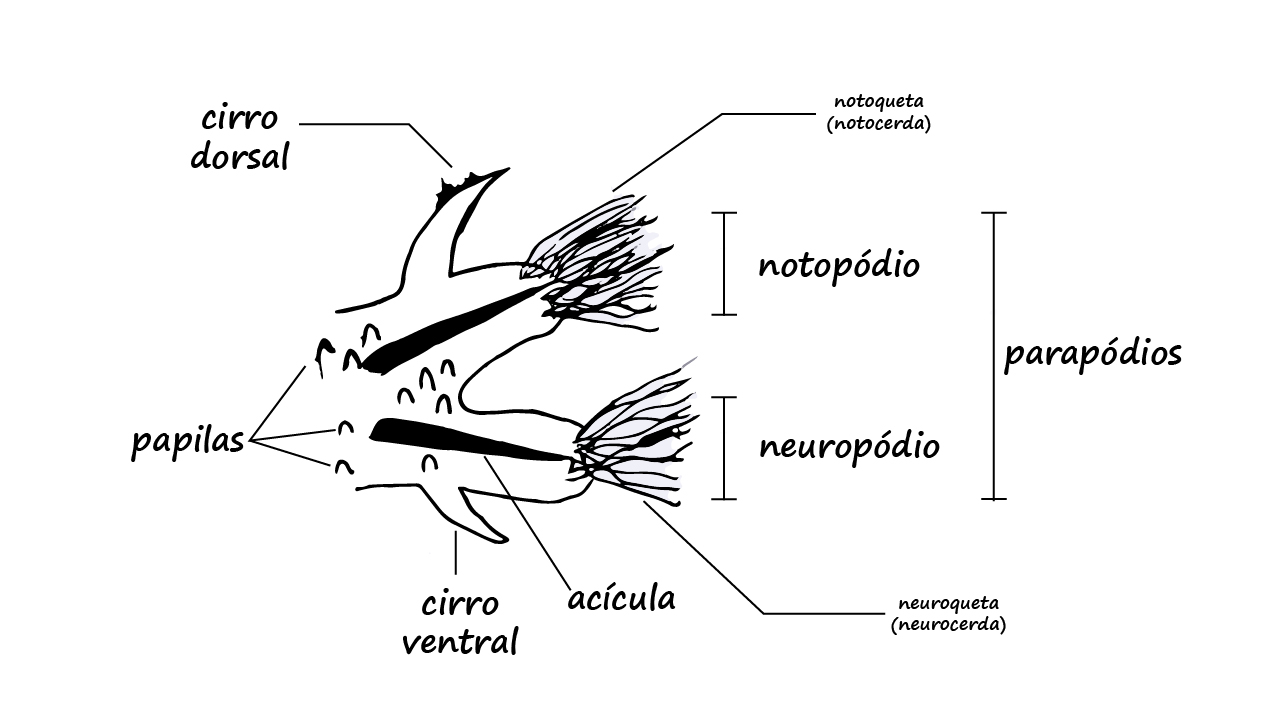
Estrutura dos parapódios dentro de Aphroditiformia

A região anterior do corpo dos Aphroditiformia apresenta prostômio de variadas formas, com diversas estruturas associadas na região dorsal, como por exemplo antenas, palpos, cirros tentaculares e picos cefálicos. As variações de formato, posição e quantidade destas estruturas servem de base para a identificação dos organismos. Na porção ventral, se localiza a faringe eversível, que pode conter mandíbulas ou dentes. O peristômio normalmente é fundido com o primeiro segmento e também pode apresentar uma série de ornamentações . 

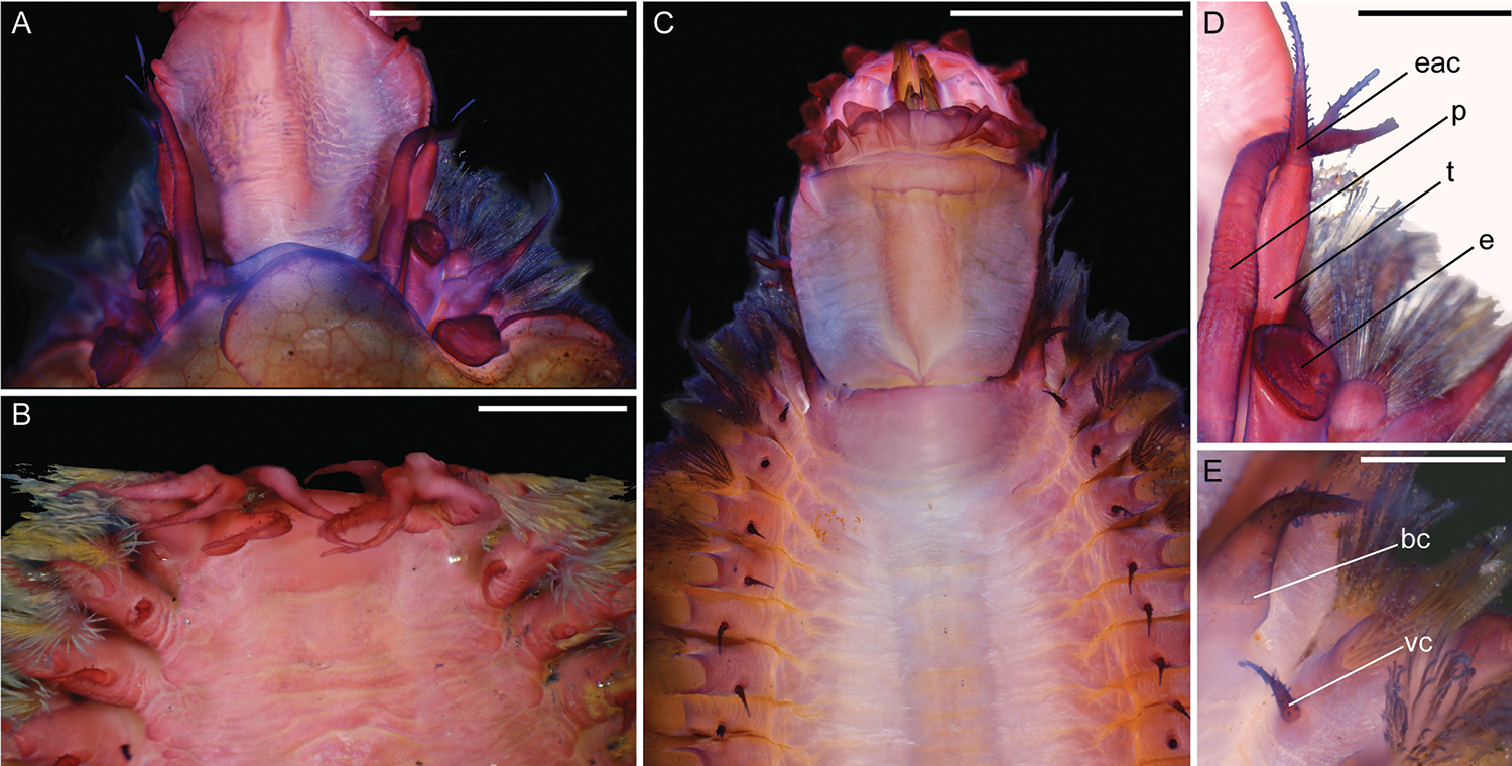
Micrografias de Thermiphione rapanui, com destaque para a faringe eversível em (C)

A partir do peristômio até a porção mais distal do corpo, há segmentos que podem ou não conter élitros (escamas). Aos segmentos que contém escamas, dá-se o nome de segmentos elitrígeros. Nas extremidades dos segmentos se localizam os parapódios. Define-se parapódio como uma projeção carnosa da parede corpórea, comprimida . Na parte dorsal, é exibido o notopódio; na ventral, o neuropódio, este último usualmente sustentado por uma grossa queta (cerda) de suporte, chamada de acícula. 
Nas extremidades dos parapódios se encontram uma série de cerdas, que recebem diversos nomes: pode-se referir a neurocerda como neuroseta e ainda neuroqueta; a notocerda pode ser chamada de notoseta e notoqueta. Estas estruturas são importantes para a atividade natatória destes organismos e possuem uma gama de formatos enorme. Espécies litorâneas, sejam comensais ou de vida livre, normalmente não apresentam brânquias e seu sistema vascular é reduzido . Além disso, espécies que apresentam estas estruturas são todas habitantes de fontes hidrotermais. As brânquias destas espécies são extensões do celoma, possuem alta concentração de hemoglobina (extracelular) e são recobertas internamente por células mioepiteliais e ciliadas que facilitam a passagem do fluido celomático de modo a tornar mais eficiente a captura do oxigênio, chegando a uma hora e meia sem precisar de O2 . 
Em Aphrodiformia foi descrito um grupo de gânglios chamados mushroom bodies (corpora pedunculata), os quais hipotetiza-se ser uma estrutura antiga presente em anelídeos e que a ausência desta estrutura em outros grupos seria uma redução . Possuem um sistema nervoso ganglionar característico de Annelida. São formados cordões nervosos longitudinais paralelos aos quais unem os pares de gânglios, aumentando em número nas regiões anteriores dos animais. Cordões nervosos transversais trazem estímulos, neurônios aferentes centrípetos sensitivos e cordões conduzem a resposta. Essa organização nervosa segmenta o corpo do animal . 

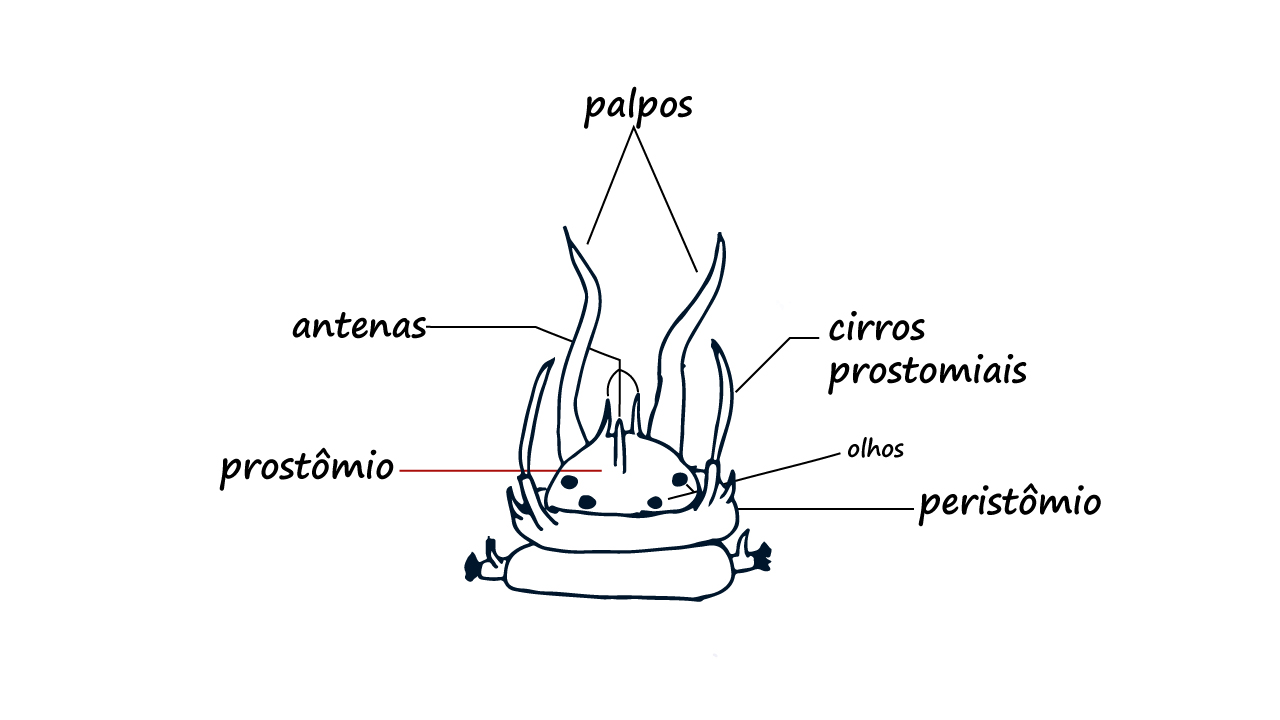
Estruturas da porção anterior de Aphroditiformia

O sistema circulatório é normalmente fechado, com um vaso dorsal e outro ventral estendendo-se longitudinalmente pelo corpo, ligados lateralmente por uma rede de capilares. Em algumas regiões parapodiais há a presença de mixonefrídios, responsáveis pela excreção de partículas indesejadas e expulsão de gametas em processos reprodutivos .
O sistema respiratório pode ser branquial, uma vez que estes organismos estão presentes em ambientes aquáticos, porém outras estratégias são usadas para a realização de trocas gasosas, como respiração cutânea .
Além disso, algumas espécies bioluminescentes respondem a certas situações estressoras (indicadas pela presença de radicais superóxidos) com cintilações produzidas por uma proteína (polinoidina) presente no retículo endoplasmático de células da camada epitelial dos élitros e potencializadas por tubérculos dorsais, que funcionam como lentes . Este fenômeno desencadeia uma série de reações que culminam na autotomia do élitro. Hipotetiza-se que este processo tenha alto custo energético (morte celular programada e apoptose em células da camada epitelial e regeneração da região de contato com o elitróforo), uma vez constatada a menor expectativa de vida dos organismos bioluminescentes em relação aos não bioluminescentes . Esta maquinaria pode ser acionada em diversas situações, seja para fuga, predação ou até mesmo para cópula .

## Morfologia
Pertencente ao filo Annelida e à classe Polychaeta, caracteriza-se de forma geral por apresentar corpo segmentado; prostômio podendo conter olhos, cirros tentaculares e estruturas sensoriais; peristômio cobrindo a boca, que se localiza na porção ventral; celoma bem desenvolvido, que funciona como esqueleto hidrostático. Embora amplamente variada entre as famílias, a morfologia de Aphroditiformia pode ser caracterizada por prostômio com antenas ausentes ou com até três delas presentes. Os palpos, quando estão presentes, apresentam-se frontal ou fronto lateralmente. A faringe muscular tem formato cilíndrico e projeta-se para o exterior, podendo apresentar duas ou quatro mandíbulas. Além dos parapódios possuírem sustentação na acícula em ao menos um ramo, o primeiro deles é direcionado para a frente . Outra estrutura presente nos organismos pertencentes a esta subordem que a caracteriza são os élitros, um conjunto de cirros dorsais modificados que pode cobrir o dorso do animal, usualmente chamados de escamas, utilizada em processos respiratórios e resposta predatória . 

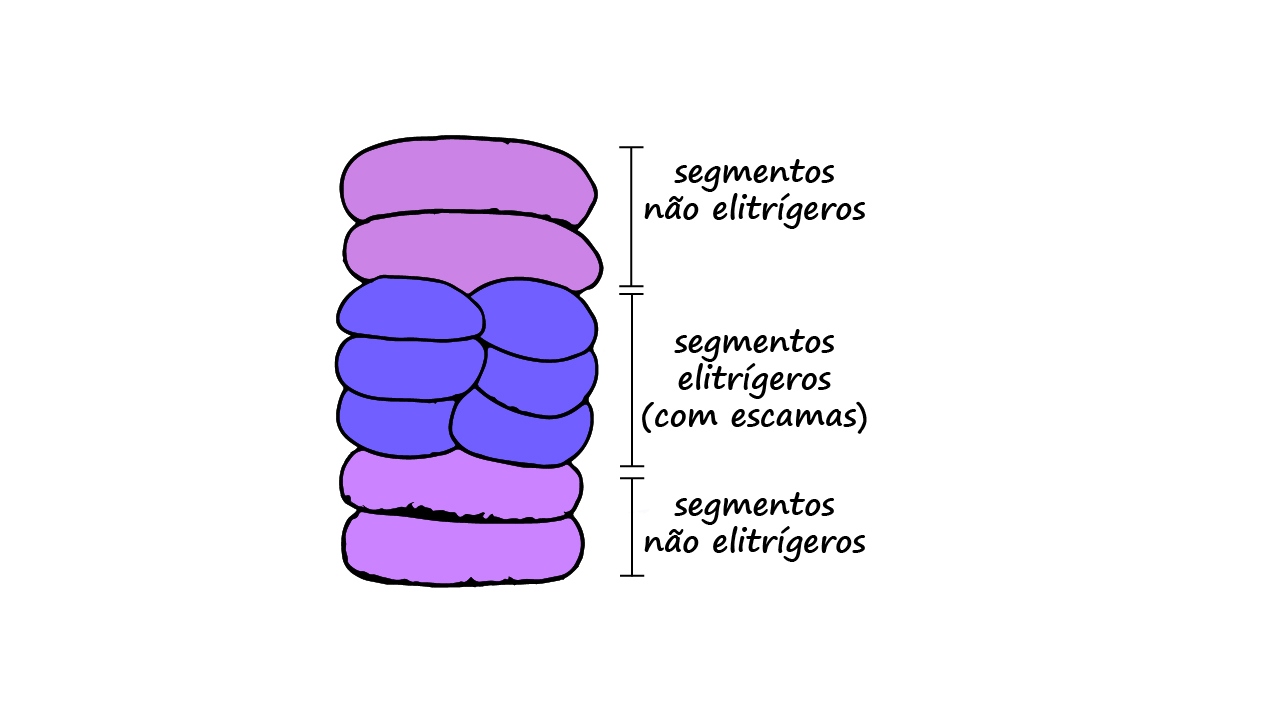
A segmentação de Aphroditiformia. Em azul, élitros (escamas)imbricados

Ademais, a presença de parapódios birremes a partir do segundo segmento e a presença de cirros dorsais nos segmentos não-elitrígeros são outras duas características que permitem a distinção de afroditiformes . As larvas trocóforas de Aphroditiformia, diferentemente de outros vermes, não apresentam metatróquio. Seu prototróquio é ligado a um conjunto de cílios, conhecido como “pente oral” (oral brush, em inglês), que estão ligados à alimentação destes organismos. Alguns gêneros polinoides apresentam metamorfose entre a 6ª e 12ª semana de desenvolvimento . Ainda que hajam características comuns, cada uma das famílias de Aphroditiformia (Acoetidae, Aphroditidae, Eulepethidae, Iphionidae, Pholoidae, Polynoidae e Sigalionidae) apresenta uma morfologia particular e ainda não completamente entendida.

## Comportamento
Pelo fato dos Aphroditiformia terem se adaptado aos mais diversos ambientes marinhos, houve uma grande divergência no comportamento dessa família quando comparados grupos que vivem em cavernas ou não, de modo que às espécies que se integraram a esses habitat sofreram adaptações a eles . Ao se tratar de sua alimentação, os anelídeos cavernosos apresentam uma “predação de cruzeiro”, de modo que predam enquanto navegam sem uma direção específica. Em contraposição, as que vivem fora de cavernas apresentam a predação ativa (ou caça) ou a estratégia de “parar e esperar” e capturar ao longo da região bentônica .A estratégia de esperar a presa para atacá-la se mostra ineficiente em ambientes cavernosos uma vez que há escassez de alimento em ambientes abertos, sendo portanto uma estratégia perdida em anelídeos nessas regiões .Como estrutura de predação, possuem uma probóscide musculosa com ação raptorial, ou seja, se projeta para fora para agarrar a presa . Outro aspecto da vida dos anelídeos com escamas que foi alterado pelos ambientes cavernosos é a sua locomoção. Nesses ambientes, a locomoção passou a ser natatorial e os animais passaram a apresentar cirros dorsais mais alongado para melhor se mover ao longo da coluna de água (mudança que não ocorre em sigalionidae). Além disso, essas estruturas também auxiliam na locomoção por serem capazes de realizar quimio e mecanorrecepção, podendo assim, reconhecer o ambiente, uma vez que não apresentam olhos .

## Registro Fóssil e Evolução
Aphroditiformia possui limitada descrição fóssil, uma vez que a presença de grande parcela de corpo mole e não tubular diminui seu potencial de preservação, tornando a coleta desses extremamente enviesada perante a compressão da origem e diversidade de desses poliquetos ao longo do tempo  .   Apesar disso, algumas amostras foram coletadas com preservação excepcional, em depósitos sedimentares, permitindo a oportunidade única de compreender a anatomia única de poliquetos e aumentar a compreensão destes, sua biogeografia e interações filogenéticas. 
A maioria dos fósseis encontrados são referentes ao período Paleozóico. As únicas amostras encontradas referentes ao período Mesozóico correspondem ao período Cretáceo . Algumas mudanças na morfologia do grupo foram relacionadas aos diferentes ambientes nos quais os organismos se desenvolveram. Por exemplo, um estudo relacionou o alongamento de apêndices sensoriais em um ambiente de caverna e redução de pigmentação . Outro estudo relacionou a evolução de adaptações respiratórias, como o tipo de hemoglobina, em Polynoidae a ambientes hidrotermais .

## Diversidade no Brasil
Existiam apenas 86 espécies de poliquetas de escama registrados no Brasil até 2014. A maior riqueza e abundância desse grupo no Brasil foi observada a 150m de profundidade . Um estudo relacionado a presença desse grupo no Brasil encontrou em sua análise uma abundância relativa da família Pholoidae, sendo que a espécie mais encontrada foi Pholoe inornat a (30% do total de indivíduos coletados) na região Sudeste. Em relação ao número de espécies encontradas, a família Sigalionidae apresentou maior variedade com 36% do total - 13 espécies. A maior parcela de indivíduos ocorreu em profundidades rasas de até 150m e entre as regiões profundas, a faixa batimétrica de 1300 a 1400 m foi 
a com maior número de indivíduos coletados .   Outra análise, a qual foi realizada no litoral do Rio de Janeiro até o litoral da Bahia, obteve uma maior abundância relativa entre os poliqueta de escama, seguida por Polynoidae, Sigalionidae e Acoetidae .  No estado da  Paraíba (pelo Projeto Algas - PB) e entre o Pará e a Bahia (Projeto Fauna do CNPq), um estudo encontrou 6 espécies de afroditíformios, os quais pertenciam a três famílias: Aphroditidae, Polynoidae e Sigalionidae .

## Ecologia
A biologia dos poliquetas de escama é extremamente diversa, permitindo com que eles ocorram em todos os ambientes marinhos, desde a zona das marés até grandes profundidades e estão presente em ambos substratos moles quanto duros . Algumas espécies constroem tubos de lama e areia, outras associam-se a invertebrados (como equinodermos, moluscos e outros poliquetas). No entanto, a maioria deles é de vida livre . Aphroditiformia também foram descritos por comumente associarem-se a corais. Aproximadamente 23% da família Polynoidae foi descrita como comensal e aproximadamente 20% das espécies hospedeiras são cnidários . Entretanto, a associação destes organismos não se limita aos cnidários, e compreende os invertebrados de forma geral. Alguns polinoides habitam tubos produzidos pelos poliquetas quetopterídeos, que dispõem de um formato em U que facilita a entrada e saída dos polinoides, permite a passagem de corrente de água e torna eficiente a captura de nutrientes . Recentemente foram descobertas algumas associações entre ciliados e sigalionideos, na qual os ciliados mantinham uma relação epibiótica com os poliquetas, se prendendo nas cerdas dos mesmos . Outro grupo ao qual os poliquetas escamosos estão amplamente associados são os ofiúros (equinodermos). Poliquetas de escama são predadores e, até onde se sabe, agem por uma forma de senta-e-espera, não tendo que sair de seus tubos mais que parcialmente . Assim, estão relacionados ao controle populacional de outros organismos e são, também, uma fonte alimentar para vários animais - participam ativamente da teia trófica dos oceanos, com ênfase na população bentônica. Altas densidades desse grupo foram encontradas em regiões de menor profundidade, possivelmente por conta da maior produtividade dessas regiões relacionada a presença de luz solar, favorecendo a maior abundância e riqueza de espécies . Desempenham funções ecológicas extremamente importantes como a ciclagem de nutrientes e poluentes entre o sedimento e a coluna d’água entre a macrofauna bentônica .

## Filogenia
|  | Sigalionidae                                               |
|  |                                                            |
|  | \| \| Sigalionidae \| \| \| \| \| \| Pholoidae \| \| \| \| |
|  |                                                            |
|  | Sigalionidae                                               |
|  |                                                            |
|  | Pholoidae                                                  |
|  |                                                            |

|  | Sigalionidae |
|  |              |
|  | Pholoidae    |
|  |              |

|  | \| \| Acoetidae \| \| \| \| \| \| Iphionidae \| \| \| \| |
|  |                                                          |
|  | Polynoidae                                               |
|  |                                                          |
|  | Acoetidae                                                |
|  |                                                          |
|  | Iphionidae                                               |
|  |                                                          |

|  | Acoetidae  |
|  |            |
|  | Iphionidae |
|  |            |

|  | Sigalionidae                                               |
|  |                                                            |
|  | \| \| Sigalionidae \| \| \| \| \| \| Pholoidae \| \| \| \| |
|  |                                                            |
|  | Sigalionidae                                               |
|  |                                                            |
|  | Pholoidae                                                  |
|  |                                                            |

|  | Sigalionidae |
|  |              |
|  | Pholoidae    |
|  |              |

|  | \| \| Acoetidae \| \| \| \| \| \| Iphionidae \| \| \| \| |
|  |                                                          |
|  | Polynoidae                                               |
|  |                                                          |
|  | Acoetidae                                                |
|  |                                                          |
|  | Iphionidae                                               |
|  |                                                          |

|  | Acoetidae  |
|  |            |
|  | Iphionidae |
|  |            |

|  | Sigalionidae                                               |
|  |                                                            |
|  | \| \| Sigalionidae \| \| \| \| \| \| Pholoidae \| \| \| \| |
|  |                                                            |
|  | Sigalionidae                                               |
|  |                                                            |
|  | Pholoidae                                                  |
|  |                                                            |

|  | Sigalionidae |
|  |              |
|  | Pholoidae    |
|  |              |

|  | \| \| Acoetidae \| \| \| \| \| \| Iphionidae \| \| \| \| |
|  |                                                          |
|  | Polynoidae                                               |
|  |                                                          |
|  | Acoetidae                                                |
|  |                                                          |
|  | Iphionidae                                               |
|  |                                                          |

|  | Acoetidae  |
|  |            |
|  | Iphionidae |
|  |            |

|  | Sigalionidae                                               |
|  |                                                            |
|  | \| \| Sigalionidae \| \| \| \| \| \| Pholoidae \| \| \| \| |
|  |                                                            |
|  | Sigalionidae                                               |
|  |                                                            |
|  | Pholoidae                                                  |
|  |                                                            |

|  | Sigalionidae |
|  |              |
|  | Pholoidae    |
|  |              |

|  | \| \| Acoetidae \| \| \| \| \| \| Iphionidae \| \| \| \| |
|  |                                                          |
|  | Polynoidae                                               |
|  |                                                          |
|  | Acoetidae                                                |
|  |                                                          |
|  | Iphionidae                                               |
|  |                                                          |

|  | Acoetidae  |
|  |            |
|  | Iphionidae |
|  |            |

|  | Sigalionidae                                               |
|  |                                                            |
|  | \| \| Sigalionidae \| \| \| \| \| \| Pholoidae \| \| \| \| |
|  |                                                            |
|  | Sigalionidae                                               |
|  |                                                            |
|  | Pholoidae                                                  |
|  |                                                            |

|  | Sigalionidae |
|  |              |
|  | Pholoidae    |
|  |              |

|  | \| \| Acoetidae \| \| \| \| \| \| Iphionidae \| \| \| \| |
|  |                                                          |
|  | Polynoidae                                               |
|  |                                                          |
|  | Acoetidae                                                |
|  |                                                          |
|  | Iphionidae                                               |
|  |                                                          |

|  | Acoetidae  |
|  |            |
|  | Iphionidae |
|  |            |

|  | Sigalionidae                                               |
|  |                                                            |
|  | \| \| Sigalionidae \| \| \| \| \| \| Pholoidae \| \| \| \| |
|  |                                                            |
|  | Sigalionidae                                               |
|  |                                                            |
|  | Pholoidae                                                  |
|  |                                                            |

|  | Sigalionidae |
|  |              |
|  | Pholoidae    |
|  |              |

|  | \| \| Acoetidae \| \| \| \| \| \| Iphionidae \| \| \| \| |
|  |                                                          |
|  | Polynoidae                                               |
|  |                                                          |
|  | Acoetidae                                                |
|  |                                                          |
|  | Iphionidae                                               |
|  |                                                          |

|  | Acoetidae  |
|  |            |
|  | Iphionidae |
|  |            |

|  | Sigalionidae                                               |
|  |                                                            |
|  | \| \| Sigalionidae \| \| \| \| \| \| Pholoidae \| \| \| \| |
|  |                                                            |
|  | Sigalionidae                                               |
|  |                                                            |
|  | Pholoidae                                                  |
|  |                                                            |

|  | Sigalionidae |
|  |              |
|  | Pholoidae    |
|  |              |

|  | \| \| Acoetidae \| \| \| \| \| \| Iphionidae \| \| \| \| |
|  |                                                          |
|  | Polynoidae                                               |
|  |                                                          |
|  | Acoetidae                                                |
|  |                                                          |
|  | Iphionidae                                               |
|  |                                                          |

|  | Acoetidae  |
|  |            |
|  | Iphionidae |
|  |            |

|  | Sigalionidae                                               |
|  |                                                            |
|  | \| \| Sigalionidae \| \| \| \| \| \| Pholoidae \| \| \| \| |
|  |                                                            |
|  | Sigalionidae                                               |
|  |                                                            |
|  | Pholoidae                                                  |
|  |                                                            |

|  | Sigalionidae |
|  |              |
|  | Pholoidae    |
|  |              |

|  | \| \| Acoetidae \| \| \| \| \| \| Iphionidae \| \| \| \| |
|  |                                                          |
|  | Polynoidae                                               |
|  |                                                          |
|  | Acoetidae                                                |
|  |                                                          |
|  | Iphionidae                                               |
|  |                                                          |

|  | Acoetidae  |
|  |            |
|  | Iphionidae |
|  |            |

Filogenia baseada em Zhang et al. 

Aphroditiformia é uma subordem de poliquetas escamados, com cerca de cerca 270 gêneros e 1300 espécies descritas em todo o mundo . São consideradas, dentro do grupo, sete diferentes famílias, havendo algumas discordâncias nessas classificações. Os primeiros estudos filogenéticos sobre esse grupo, baseados em caracteres morfológicos, já indicavam, com forte sustentação, que o grupo é monofilético . Hoje, são consideradas as seguintes sete famílias dentro de Aphroditiformia: Acoetidae, Aphroditidae, Eulepethidae, Pholoidae, Polynoidae, Iphinoidae e Sigalionidae. Polynoidae e Sigalionidae são as famílias mais diversas desse grupo em termos de números de espécies, apresentando grande diversidade morfológica e funcional, como consequência da grande diversidade de habitats que ocupam .
Em estudos prévios sobre a filogenia de Aphroditiformia, as famílias Acoetidae, Aphroditidae, Eulepethidae e Polynoidae eram consideradas parte do clado denominado Aphroditoidea, suportado pela presença de neuroqueta simples. Acoetidae e Aphroditidae eram considerados grupos irmãos, e a relação entre Eulepethidae e Polynoidae não era bem resolvida. Nessa filogenia, Sigalionidae era considerado grupo irmão do clado Aphroditoidea, e Pholoidae grupo irmão de todos os outros poliquetas de escamas, com Pisionidae (grupo que não apresenta escamas) na base da filogenia .
Posteriormente, no entanto, foi constatado que Pisionidae sofreu uma reversão, havendo perdido as escamas, passando a ser, então, considerado parte de Aphroditidae . Hoje, esse grupo foi reduzido à subfamília Pisioninae, e está posicionado na família Sigalionidae. O clado Aphroditoidea, por sua vez, tem status atual de nomen dubium, não sendo mais usado para se referir a tal grupo, uma vez que se descobriu que ele não seria monofilético .
Nos estudos mais recentes, Aphroditidae e Eulepethidae são consensualmente identificados na base da filogenia de Aphroditiformia. A posição relativa entre essas duas famílias já foi discutida, mas hoje tem-se bem definido que Eulepethidae é a base da filogenia, sendo Aphroditidae o segundo grupo mais basal, seguido de um clado que contém as demais famílias . O gênero Palmyra, outro grupo que não apresenta escamas, já foi considerado não ser parte de Aphroditiformia, mas hoje também é identificado na família Aphroditidae, indicando que a perda de escamas ocorreu mais de uma vez ao longo do tempo evolutivo de Aphroditiformia .
Além disso, nas primeiras filogenias desse grupo, a família Iphionidae não existia, e seus representantes eram agrupados na subfamília Iphioninae, parte de Polyonidae. Esse grupo foi elevado à família Iphionidae por Norlinder et al. (2012), sendo hoje posicionada como grupo irmão de Acoetidae, formando um clado irmão de Polynoidae .
A maioria das famílias de Aphroditiformia são verificadas como monofiléticas, à exceção de Sigalionidae, em que suas relações internas permanecem mal resolvidas . Como ocorre com Pisionidae, as posições de Pholoididae e Pholoidae na filogenia também são problemáticas, mas os primeiros dois já foram sinonimizados à Sigalionidae. Pesquisas recentes sugerem que Pholoidae também seja sinonimizado a tal família, criando-se a subfamília Pholoinae, uma vez que ela torna Sigalionidae um grupo parafilético. No entanto, não há consenso nessa parte, e o grupo é mantido com o status família, mantendo assim também Sigalionidae como a única família não monofilética de Aphroditiformia.